# Kallérgos
Kallérgos, en grec moderne : Καλλέργος, est un village du dème de Mylopótamos, en Crète, en Grèce. Selon le recensement de 2011, la population de Kallérgos compte 18 habitants. Il est situé à une altitude de 210 m et à une distance de 25 km de Réthymnon.

## Recensements de la population
| Recensements | 1900 | 1920 | 1928 | 1940 | 1951 | 1961 | 1971 | 1981 | 1991 | 2001 | 2011 |
| ------------ | ---- | ---- | ---- | ---- | ---- | ---- | ---- | ---- | ---- | ---- | ---- |
| Population   | 43   | 40   | 49   | 59   | 60   | 42   | -    | -    | -    | 35   | 18   |